# Emma Bonney
 Emma Bonney (* 13. Juli 1976 in Portsmouth, England) ist eine englische Snooker und English Billiardsspielerin. Bei der Billiards-WM ist sie Rekordgewinnerin, im Snooker mehrfache Vizeweltmeisterin.

## Karriere
Bonney ist seit Anfang der 1990er-Jahre aktive Billardspielerin. Ihre Hauptdisziplin ist das Billiards in der sie 1998 bei der Weltmeisterschaft ihren ersten Vize-Titel gewann. Sie unterlag der Nordirin Karen Corr mit 219:403. 2000 gewann sie dann ihre erste WM. Im Folgejahr kam sie erneut ins Finale, verlor dort aber gegen Kelly Fisher. Beide trafen sich bei den folgenden WM noch zweimal und wechselten jeweils die Platzierung. Seit 2006 bestritt sie bisher jedes Finale, wobei sie nur dreimal unterlag. Seit 2013 ist sie ununterbrochen Weltmeisterin, 2006 und 2007 der Inderin Chitra Magimairaj und 2012 Ravenna Umadevi, ebenfalls aus Indien. Letztgenannte war bei den beiden WM 2015 und 2016 erneut ihre Finalpartnerin.
Parallel spielt sie noch Snooker und nimmt auch dort an den Weltmeisterschaften teil. Sie konnte bisher dreimal das Finale erreichen, erstmals 2006 wo sie der Dauersiegerin Reanne Evans unterlag, dito 2011. 2015 unterlag sie Ng On Yee aus Hongkong, der ersten nichtbritischen Weltmeisterin.

## Erfolge

### Billiards
- Billiards-Weltmeisterschaft:  2000, 2002, 2008–2011, 2013–2018  2001, 2003, 2006, 2007, 2012

### Snooker
- Snookerweltmeisterschaft:  2006, 2011, 2015
- World Women's 6-Red Championship:  2017[2]